# Liste der Senatorinnen Brasiliens
Die Liste der Senatorinnen Brasiliens enthält sämtliche gewählten weiblichen Vertreter im brasilianischen Bundessenat. Als erste Vertreterin gilt die aus dynastischen Gründen zum Senat berechtigte Prinzessin Isabella, alle anderen erhielten das Amt durch Direktwahlen. Die erste gewählte Senatorin war Eunice Michiles, die den Bundesstaat Amazonas vertrat, die erste Afrobrasilianerin war Laélia de Alcântara für den Bundesstaat Acre.

## Senatorin nach Legislaturperiode

### Kaiserreich Brasilien
| Senatorin           | Partei                | Repräsentiert |
| ------------------- | --------------------- | ------------- |
| Prinzessin Isabella | Kaiserreich Brasilien | Brasilien     |

### Zeitraum 1975–1983
| Senatorin           | Partei | Repräsentiert |
| ------------------- | ------ | ------------- |
| Laélia de Alcântara | PMDB   | Acre          |

### Zeitraum 1979–1987
| Senatorin       | Partei | Repräsentiert |
| --------------- | ------ | ------------- |
| Eunice Michiles | ARENA  | Amazonas      |

### Zeitraum 1987–1995
| Senatorin | Partei | Repräsentiert |
| --------- | ------ | ------------- |
| Eva Blay  | PSDB   | São Paulo     |

### Zeitraum 1991–1999
| Senatorin     | Partei | Repräsentiert |
| ------------- | ------ | ------------- |
| Júnia Marise  | PRN    | Minas Gerais  |
| Marluce Pinto | PTB    | Roraima       |

### Zeitraum 1995–2003
| Senatorin         | Partei | Repräsentiert     |
| ----------------- | ------ | ----------------- |
| Benedita da Silva | PT     | Rio de Janeiro    |
| Emília Fernandes  | PTB    | Rio Grande do Sul |
| Marina Silva      | PT     | Acre              |
| Marluce Pinto     | PTB    | Roraima           |

### Zeitraum 1999–2007
| Senatorin            | Partei | Repräsentiert |
| -------------------- | ------ | ------------- |
| Heloísa Helena       | PT     | Alagoas       |
| Maria do Carmo Alves | PFL    | Sergipe       |

### Zeitraum 2003–2011
| Senatorin          | Partei | Repräsentiert  |
| ------------------ | ------ | -------------- |
| Ana Júlia Carepa   | PT     | Pará           |
| Fátima Cleide      | PT     | Rondônia       |
| Ideli Salvatti     | PT     | Santa Catarina |
| Lúcia Vânia        | PSDB   | Goiás          |
| Marina Silva       | PT     | Acre           |
| Patrícia Saboya    | PPS    | Ceará          |
| Roseana Sarney     | PFL    | Maranhão       |
| Serys Slhessarenko | PT     | Mato Grosso    |

### Zeitraum 2007–2015
| Senatorin            | Partei | Repräsentiert       |
| -------------------- | ------ | ------------------- |
| Maria do Carmo Alves | PFL    | Sergipe             |
| Marisa Serrano       | PSDB   | Mato Grosso do Sul  |
| Rosalba Ciarlini     | PFL    | Rio Grande do Norte |
| Kátia Abreu          | PFL    | Tocantins           |

### Zeitraum 2011–2019
| Senatorin          | Partei | Repräsentiert     |
| ------------------ | ------ | ----------------- |
| Ana Amélia Lemos   | PP     | Rio Grande do Sul |
| Ana Rita Esgário   | PT     | Espírito Santo    |
| Ângela Portela     | PT     | Roraima           |
| Gleisi Hoffmann    | PT     | Paraná            |
| Lídice da Mata     | PSB    | Bahia             |
| Lúcia Vânia        | PSDB   | Goiás             |
| Marinor Brito      | PSOL   | Pará              |
| Marta Suplicy      | PT     | São Paulo         |
| Vanessa Grazziotin | PCdoB  | Amazonas          |

### Zeitraum 2015–2023
| Senatorin            | Partei | Repräsentiert       |
| -------------------- | ------ | ------------------- |
| Fátima Bezerra       | PT     | Rio Grande do Norte |
| Kátia Abreu          | PMDB   | Tocantins           |
| Maria do Carmo Alves | DEM    | Sergipe             |
| Regina Sousa         | PT     | Piauí               |
| Rose de Freitas      | PMDB   | Espírito Santo      |
| Simone Tebet         | PMDB   | Mato Grosso do Sul  |

### Zeitraum 2019–2027
| Senatorin        | Partei        | Repräsentiert       |
| ---------------- | ------------- | ------------------- |
| Daniela Ribeiro  | Progressistas | Paraíba             |
| Eliziane Gama    | PPS           | Maranhão            |
| Leila Barros     | PSB           | Distrito Federal    |
| Mailza Gomes     | PSDB          | Acre                |
| Mara Gabrilli    | PSDB          | São Paulo           |
| Selma Arruda     | PSL           | Mato Grosso         |
| Soraya Thronicke | PSL           | Mato Grosso do Sul  |
| Zenaide Maia     | PHS           | Rio Grande do Norte |